# Districtul Paderborn
Districtul Paderborn este un district rural (în germană Landkreis) în landul Renania de Nord-Westfalia, Germania.